# Fondali Arma di Taggia - Punta San Martino
Fondali Arma di Taggia - Punta San Martino este o arie protejată (arie specială de conservare — SAC, sit de importanță comunitară — SCI) din Italia întinsă pe o suprafață de 450 ha, integral marine.

## Localizare
Centrul sitului Fondali Arma di Taggia - Punta San Martino este situat la coordonatele 43°49′04″N 7°48′18″E / 43.817778°N 7.805°E.

## Înființare
Situl Fondali Arma di Taggia - Punta San Martino a fost declarat sit de importanță comunitară în iunie 1995 pentru a proteja . Situl a fost protejat și ca arie specială de conservare în octombrie 2016.

## Biodiversitate
Situată în ecoregiunea mediteraneană, aria protejată conține 2 habitate naturale: Straturi cu Posidonia (Posidonion oceanicae), Bancuri de nisip acoperite în permanență slab de apă marină.
La baza desemnării sitului se află un număr nedeclarat de specii protejate:
Pe lângă speciile protejate, pe teritoriul sitului au mai fost identificate 1 specie de nevertebrate, 9 specii de pești.